# Сократительное кольцо
Сократительное кольцо – опоясывающее клетку белковое кольцо, которое, сжимаясь, делит клетку на две дочерних в процессе клеточного деления. Само крепление кольца на клетке аналогично шнуру верёвочного кошелька. Работу сократительного кольца сравнивают с полипной петлёй — хирургическим инструментом, использующим сжатие петли для резки оснований удаляемых полипов.
Формируется в процессе цитокинеза, когда в двух разных полюсах клетки образуется идентичное количество генетического материала и органелл.
Сборкой кольца и моментом старта его работы управляют митотические киназы — их функция включить кольцо только после того, как хромосомы разделились.
Кольцо формируется из следующих основных белков:
- F-актин — образует микрофиламенты (тонкие филаменты) — белковые нити, обеспечивают прочность при сжатии и растяжении (имеют диаметр около 7—8 нм).
- Миозин 2 — микрофиламенты мышечных клеток (толстые или моторные филаменты) — белковые нити обеспечивают работу по сжатию кольца (диаметр 15 нм).
- Формин — молекула-посредник — обеспечивает правильную сборку кольца и взаимодействие с другими молекулами при его работе.
- Профилин помогает по ускоренной схеме удлинять молекулы актина, чтобы успеть достроить кольцо к сроку.
- Кофилин — путём разрыва и деполимеризации останавливает сборку нитей актина в нужный момент.
- Аниллин — отвечает за поддержание постоянной площади поперечного сечения кольца, связывает между собой белковые нити F-актина по схеме, которая позволяет легче отделяться клеткам друг от друга, не оставляя зацепляющихся друг за друга частей.
- Септин — участвует в стабилизации кольца, обеспечивая ему необходимую для работы механическую жёсткость.

Для полного разделения клеток, помимо работы сократительного кольца, осуществляется процесс вставки мембраны. При этом создаётся межклеточный мост наподобие пуповины для доставки заживляющих мембранных везикул к местам разъединения.